# Herman Kunnen
Herman Kunnen, född 28 mars 1925, död 27 augusti 2001, var en friidrottare från Belgien. Han deltog vid olympiska sommarspelen 1948.